# Beta Virginis
Beta Virginis (β Virginis, viết tắt Beta Vir, β Vir), tên chính thức của nó là Zavijava /ˌzævɪˈdʒævə/, (mặc dù nó được chỉ định là ' beta ') là sao sáng thứ năm trong chòm sao Xử Nữ. Lớn hơn và to hơn Mặt Trời, nó tương đối giàu kim loại (nghĩa là nó có độ ưu việt cao hơn của các nguyên tố nặng hơn heli).
Nó nằm ở 0,69 độ bắc của hoàng đạo, do đó, nó có thể bị Mặt Trăng che khuất và (hiếm khi) bị che bởi các hành tinh. Sự che khuất bởi hành tinh lần tới của Zavijava sẽ diễn ra vào ngày 11 tháng 8 năm 2069, bởi Sao Kim.

## Danh pháp
β Virginis (Latinh hóa là Beta Virginis) là tên gọi của ngôi sao Bayer.
Nó mang những cái tên truyền thống Zavijava (cũng Sao Zavijah, Zavyava và Zawijah) và Alaraph.  Zavijava là từ tiếng Ả Rập là زاوية العواء zāwiyat al- c awwa ' ' góc của tiếng sủa (chó) '. Vào năm 2016, Hiệp hội Thiên văn Quốc tế đã tổ chức một Nhóm làm việc về Tên Sao (WGSN)  để lập danh mục và chuẩn hóa tên riêng cho các ngôi sao. WGSN đã phê duyệt tên Zavijava cho ngôi sao này vào ngày 21 tháng 8 năm 2016 và hiện tại nó đã được đưa vào Danh mục Tên của IAU.
Trong tiếng Trung, 太微右垣  (Tài Wēi Yòu Yuán), có nghĩa là Bức tường bên phải của Cung điện Tối cao, đề cập đến một khoảnh sao bao gồm Beta Virginis, Sigma Leonis, Iota Leonis, Theta Leonis và Delta Leonis. Do đó, tên tiếng Trung của Beta Virginis là 太微右垣一  (Tài Wēi Zuǒ Yuán yī, tiếng Anh: the First Star of Right Wall of Supreme Palace Enclosure.), đại diện cho 右執法  (Yòuzhífǎ), có nghĩa là Quản trị viên pháp luật đúng. 右 (Yòuzhífǎ), đánh vần là Yew Chi Fa bởi RH Allen, có nghĩa là "Người duy trì cánh tay phải của pháp luật" 

## Săn lùng các vật thể xung quanh
Theo Nelson & Angel (1998), Beta Virginis có thể chứa hai hoặc ba hành tinh khổng lồ trên quỹ đạo rộng. Các tác giả đã đặt giới hạn trên là khối lượng sao Mộc 1.9, 5 và 23 cho các hành tinh giả định với chu kỳ quỹ đạo lần lượt là 15, 25 và 50 năm. Ngoài ra Campbell và cộng sự. 1988  suy ra sự tồn tại của các vật thể hành tinh hoặc thậm chí các sao lùn nâu xung quanh Beta Virginis. Tuy nhiên, nhiều nghiên cứu gần đây chưa xác nhận sự tồn tại của bất kỳ người bạn đồng hành nào xung quanh Beta Virginis. Nhóm quan sát McDonald đã đặt ra giới hạn cho sự hiện diện của một hoặc nhiều hành tinh  với khối lượng từ 0,16 đến 4.2 lần khối lượng Sao Mộc và khoảng cách trung bình kéo dài giữa 0,05 đến 5,2 Đơn vị Thiên văn.